# Bankenahalli, Mudigere
Bankenahalli là một làng thuộc tehsil Mudigere, huyện Chikmagalur, bang Karnataka, Ấn Độ.